# Pieriballia viardi
Pieriballia viardi is een vlindersoort uit de familie van de Pieridae (witjes), onderfamilie Pierinae.
Pieriballia viardi werd in 1836 beschreven door Boisduval.